# Autoroute A65 (France)
Pour les articles homonymes, voir A65.
L'autoroute A65 (aussi appelée autoroute de Gascogne ou E7 sous son nom européen) est une autoroute qui relie Langon en Gironde à Pau dans les Pyrénées-Atlantiques, en France, depuis le 16 décembre 2010.
Les péages sont automatisés[Quoi ?] pour la plupart d'entre eux, soit 10 sur 12.
À l'exception de la déviation gratuite de la commune d'Aire-sur-l'Adour entre les sorties 6 et 7, le reste de l'autoroute est payante, pour un total de 23,40 € sur l'ensemble du tronçon.
Sur cette autoroute, l'information trafic était assurée par Autoroute de Gascogne FM qui diffuse le programme de Radio Vinci Autoroutes sur la fréquence 107,7 MHz.
Depuis Décembre 2022  l'information trafic de l'A65 est diffusé sur les ondes 107.7 d'Autoroute Info.

## Utilité
L'autoroute a fait l'objet d'une Déclaration d'utilité publique lui fixant divers objectifs: connecter les villes  bordelaise et celle de Pau, désenclaver des territoires situés à l’intérieur de la maille A62/A63/A64, et enjeu d'aménagement du territoire du Grand Sud-Ouest.

## Concession
L'autoroute fait l'objet d'un tracé neuf entièrement concédé pour 55 ans au groupement A'lienor, détenu à 65 % par Eiffage et à 35 % par Sanef.
Sanef, au sein de ce consortium, assurera l'exploitation de l'autoroute pour le compte d'A'lienor pendant toute la durée de la concession.
En décembre 2021, Eiffage a finalisé l'acquisition des 35 % détenus par Sanef et de 100 % du capital de son exploitant.
Ainsi, A'lienor est devenue la première concession autoroutière détenue à 100 % par le Groupe Eiffage en France.
Bouygues Construction, DTP Terrassement, Colas, Egis et HSBC infrastructure enfin – avaient été admis à présenter une offre.
Depuis décembre 2022, l'A65 n'appartient plus à A'lienor mais appartient à Autoroutes Paris-Rhin-Rhône. A'lienor s'occupe toujours de l'exploitation de l'A65.

## Financement

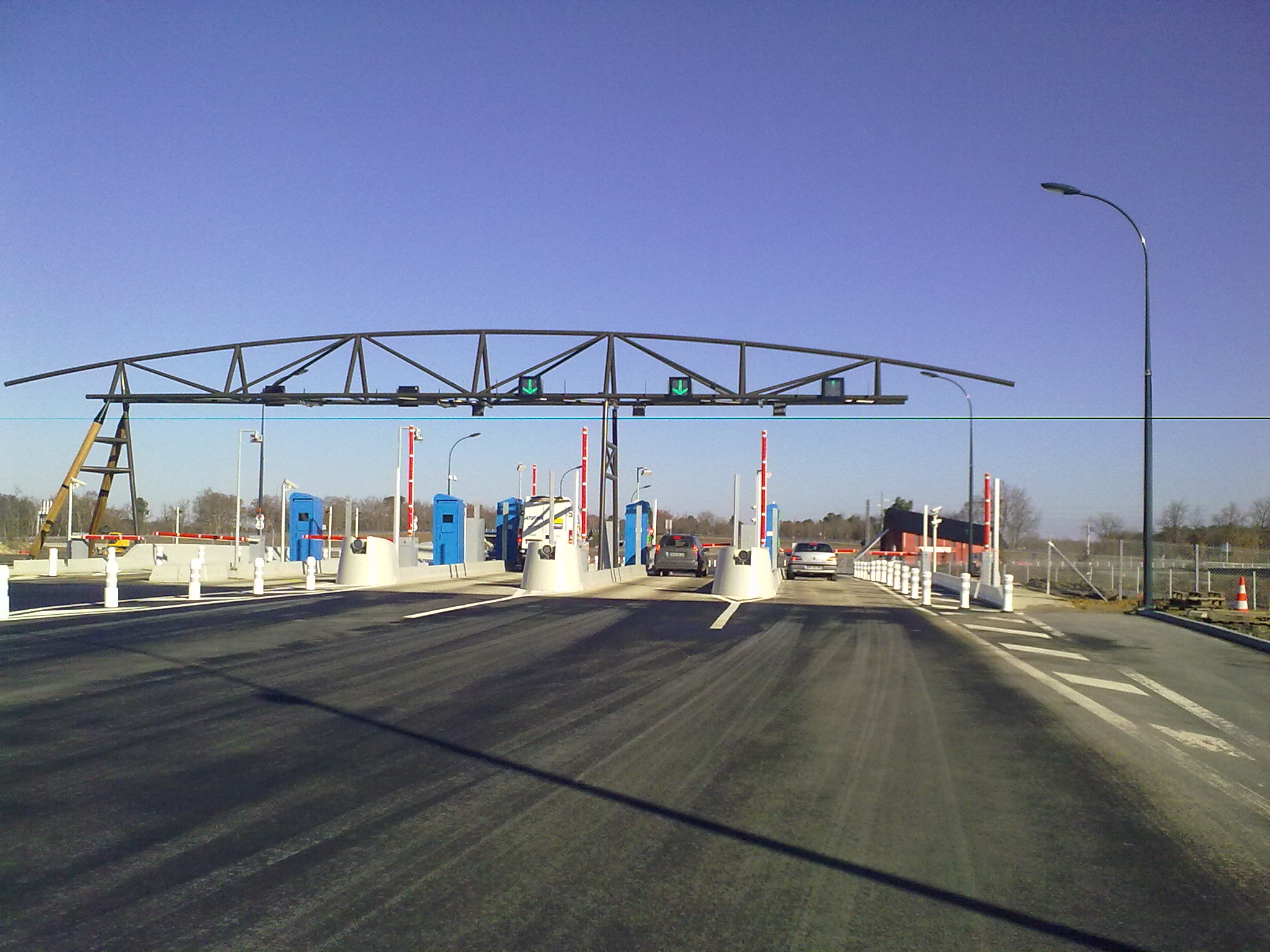
Péage de Bazas.

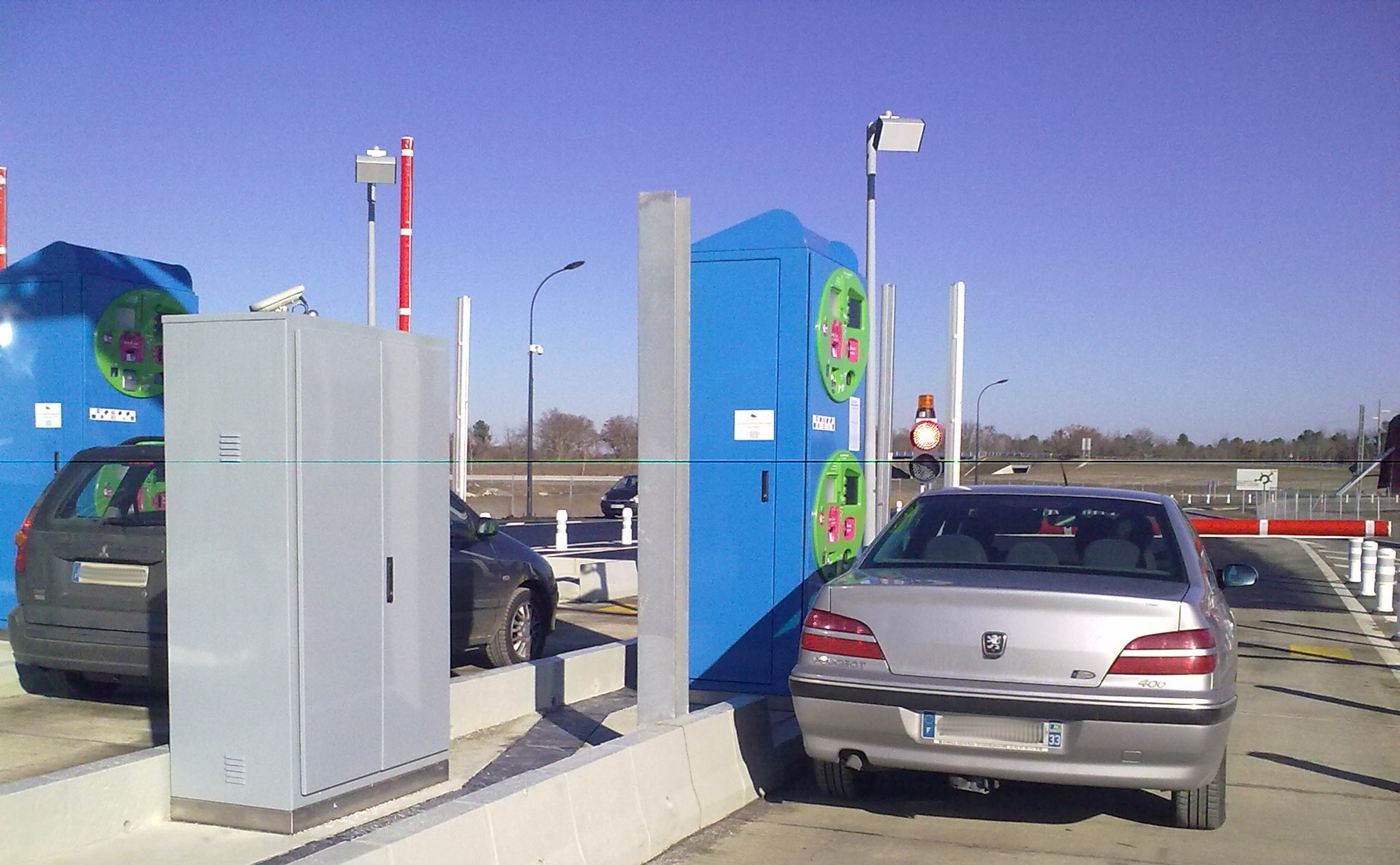
Péage de Bazas.

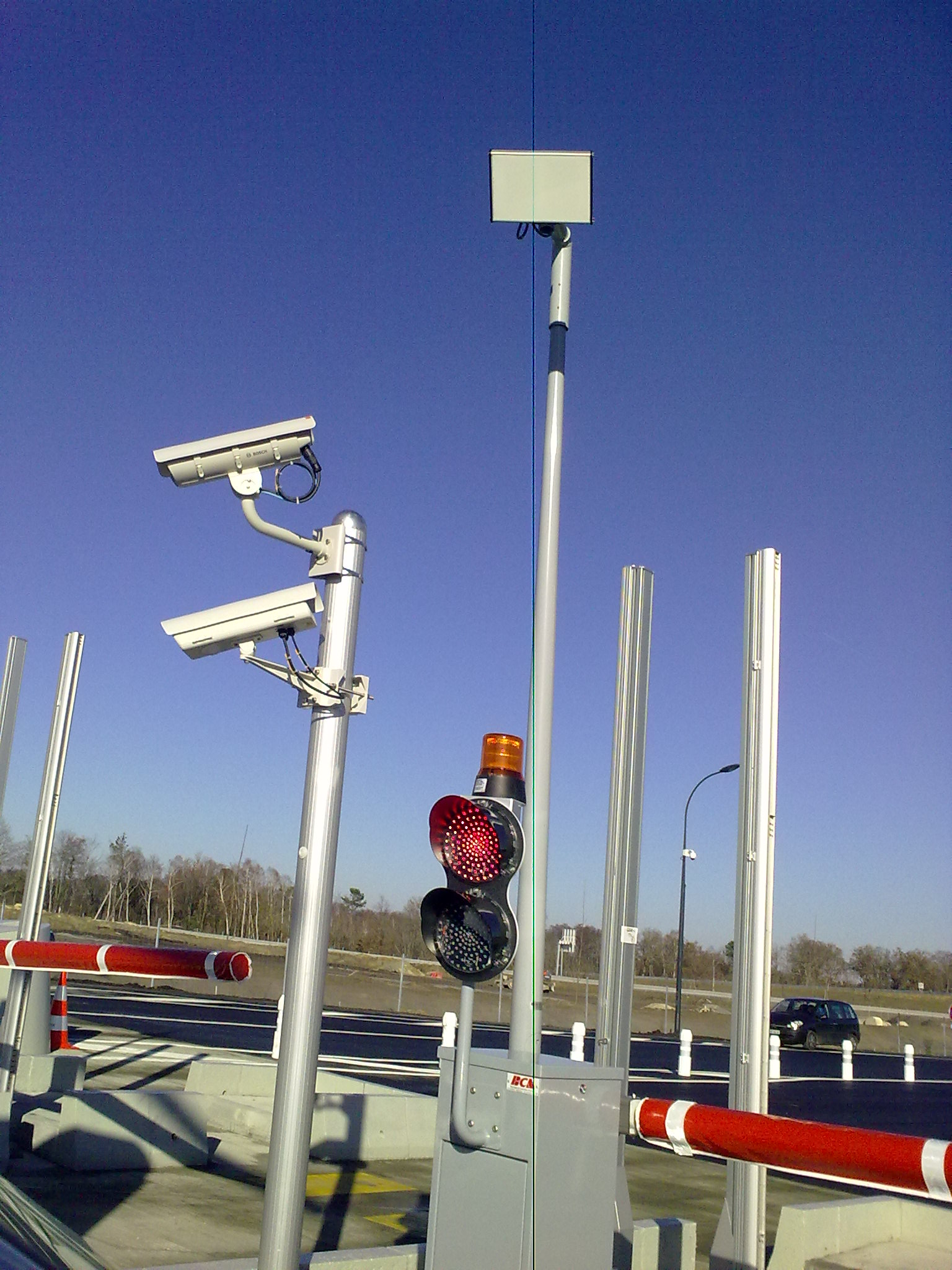
Systèmes au péage de Bazas (caméras de sécurité, capteur de badge télé-péage, barrière et feux).

Le coût est estimé à 1043 millions d'euros 2004 hors taxe, puis à 915 millions d'euros 2004 hors taxe.
L'autoroute A65 est intégralement financée par le concessionnaire, sans recours à des fonds publics, hors apport en nature de la déviation d'Aire-sur-l'Adour (financée dans le cadre du Contrat de Plan État-Région 2000-2006). Le coût de construction est évalué à 1,2 milliard d'euros supporté, d'une part, par les fonds propres des actionnaires (à hauteur de 20 %), et d'autre part par une dette bancaire de type financement de projet, souscrite auprès d'établissement bancaires.
Néanmoins, une clause de déchéance pèse sur les collectivités qui devraient rembourser les coûts de construction à A'lienor si celle-ci se retirait du projet à cause d'un manque de rentabilité.
Les travaux de l'A65, projet d'avant « Grenelle Environnement », ont démarré après le Grenelle avec 6 mois de retard afin de réévaluer le dossier environnement pour mieux répondre aux contraintes du milieu.

## Construction

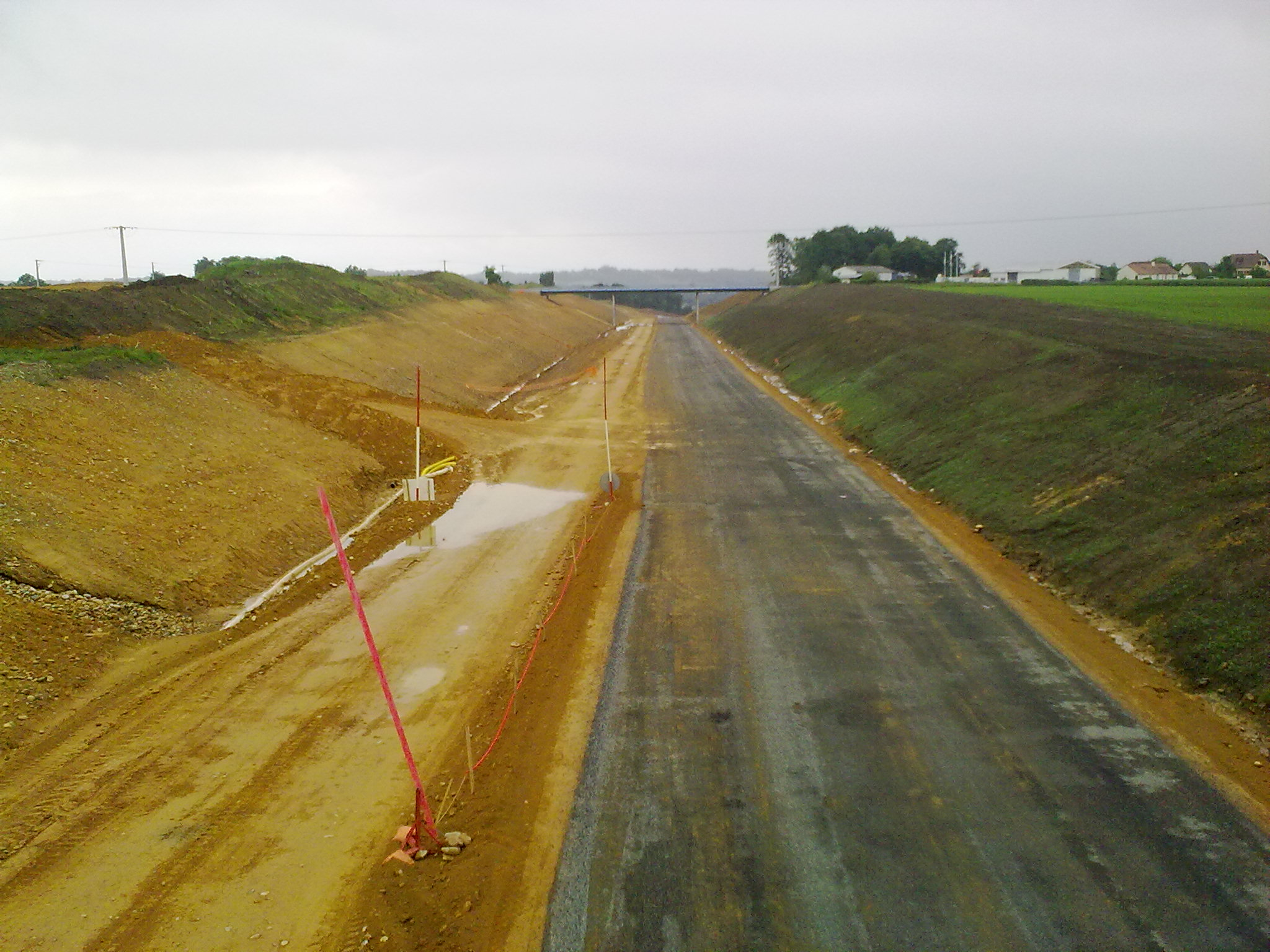
A65 en construction, au niveau d'Auriac, vue 3 vers Pau, 6 juin 2010.

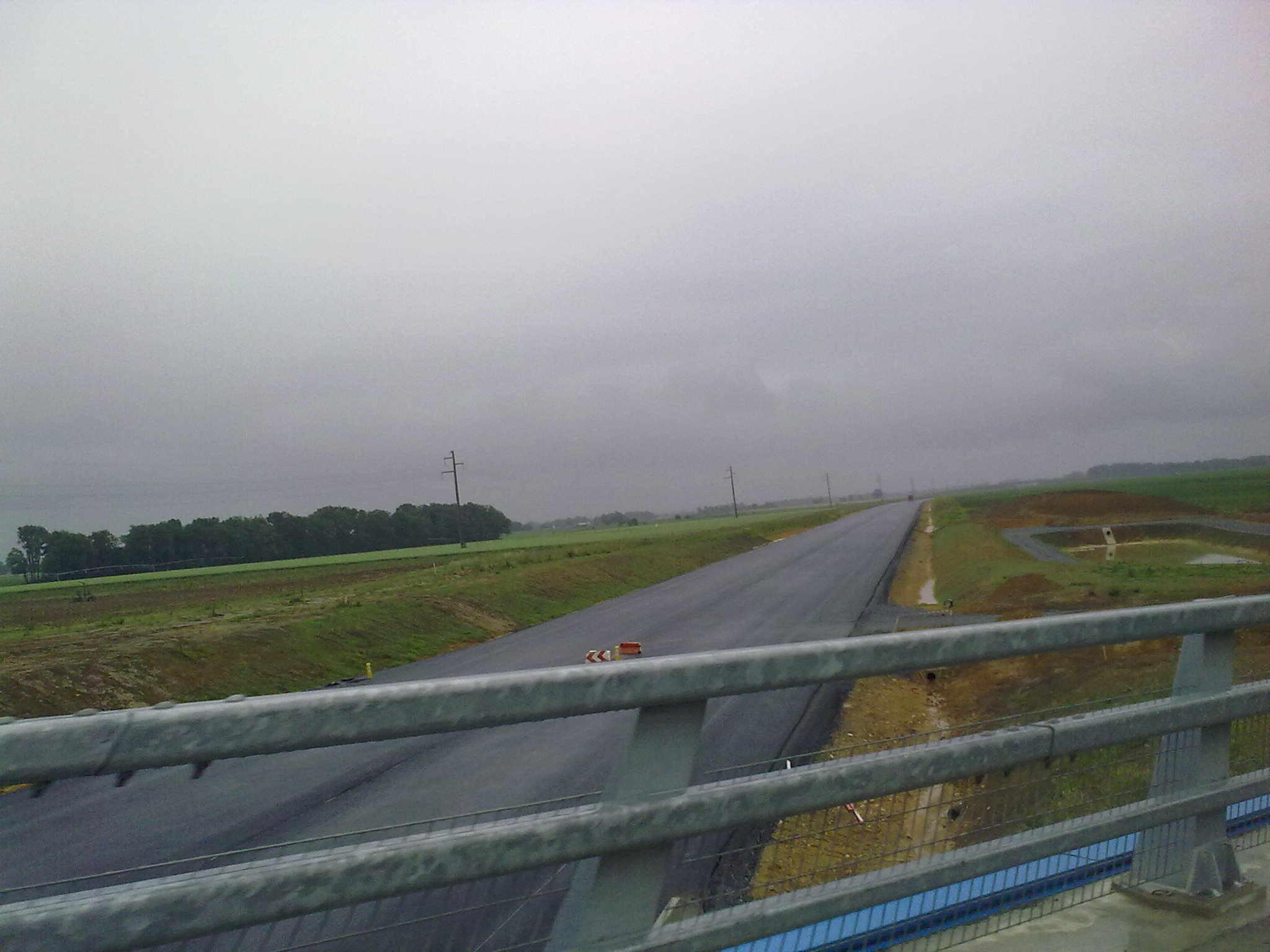
A65 en construction au niveau de Garlin, vue 1 vers Pau, 6 juin 2010.

L'emprise globale de l'infrastructure couvre une superficie totale de 1 490 hectares de terrain. Plus de 160 ouvrages d'art dont 15 viaducs ont été construits. Le chantier qui a démarré en juillet 2008, avec six mois de retard pour intégrer les principes du Grenelle de l'environnement, a employé au plus fort de son activité plus de 2 000 personnes et mobilisé presque 700 machines pour rattraper les retards des premiers mois.
Des aménagements spécifiques sont aussi prévus pour intégrer l'autoroute dans son environnement, tels que des dispositifs pour la protection acoustique ou les aménagements paysagers.
Conception-réalisation
- Gie A65
- Eiffage Travaux Publics
- A'lienor (concessionnaire)
- Budget : 1,2 milliard d'euros
- Mise en service : 16 décembre 2010 à 10 h

### Entreprises
Entreprises ayant participé à la construction de l'A65 :
- Appia
- Dodin
- Buesa Frères
- Eiffage Travaux Publics
- Eiffel Construction
- ETP Grands Travaux
- Eurovia
- Forézienne d’Entreprise
- Fougerolles-Ballot
- Mallet
- NGE Génie civil
- Sacer
- SCREG
- Vinci Construction Terrassement
- Cognac TP
- Bonna Sabla
- Egis

## Problèmes environnementaux

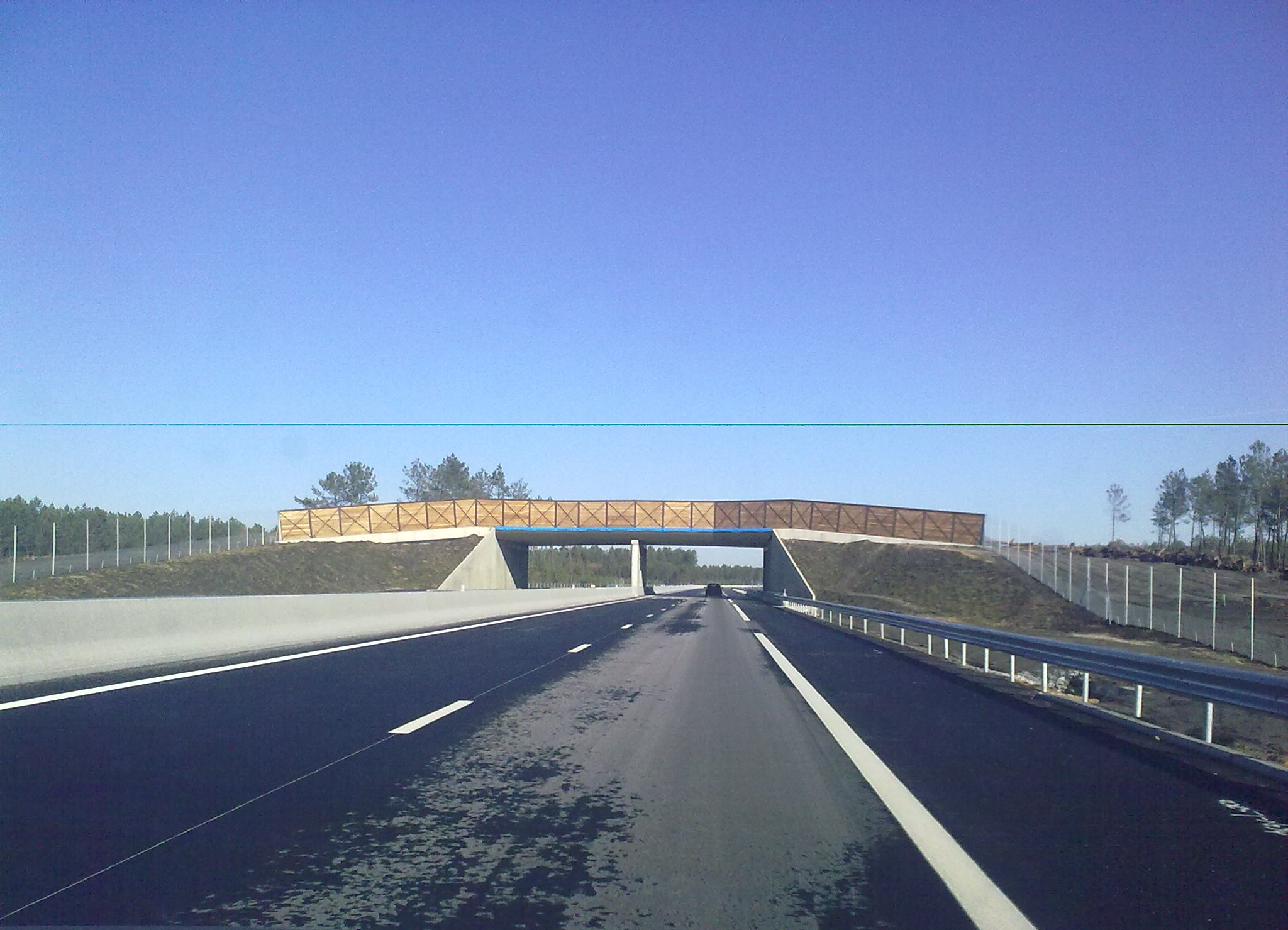
Passage pour animaux.

Le projet est controversé en Aquitaine par les associations écologistes : l'autoroute doit traverser les coteaux du Béarn ainsi que les zones humides des Landes où vivent des espèces protégées tels le vison ou l'écrevisse à pattes blanches – cette dernière ayant disparu en septembre 2008 à la suite d'un incident. Aussi, il a été modifié pour éviter certaines zones sensibles, et le Ministère de l'Écologie, de l'Énergie, du Développement durable et de l'Aménagement du territoire, dirigé par Jean-Louis Borloo, n'a donné son feu vert qu'au début des travaux, le 6 juin 2008.
En décembre 2007, la SEPANSO Aquitaine a porté plainte pour « destruction d’espèces animales non domestiques et protégées » et « destruction du milieu particulier d’espèces animales non domestiques et protégées ». Le Conseil d'État a rejeté en avril 2008 les recours déposés par la SEPANSO et l'association Aquitaine alternatives et autres contre la construction de l'A65. Le Conseil national de la protection de la nature (CNPN) avait rendu un avis négatif, mais Alain Rousset (PS), président du Conseil régional d'Aquitaine, avait envoyé une lettre au Premier ministre, signée par Henri Emmanuelli (PS), Martine Lignières-Cassou (PS), François Bayrou (MoDem) et Alain Juppé (UMP), défendant la construction de l'autoroute.
Le prolongement entre Pau et Oloron a néanmoins été abandonné.
À la suite du déversement, en septembre 2008, d'une mixture de chaux dans une rivière, lors de la construction de l'autoroute, dans le sud-ouest de la France, l'écrevisse à pattes blanches a failli disparaitre de cette région. Les Autoroutes du sud de la France (ASF) se sont vu imposer en 2008 une réintroduction de cette écrevisse dans le ruisseau du Peisselay à l'ouest de Lyon. Environ 300 écrevisses à pattes blanches issues d'un élevage conservatoire du Muséum d'histoire naturelle de Besançon, y ont été réintroduites début 2011. Pour cela, en 2008, environ 120 écrevisses avaient été collectées dans le Boussuivre et le Gand, deux des trois rivières impactées par cette nouvelle autoroute, afin de les élever à Besançon à destination de repeuplements en cas de pollution accidentelle. Près de 800 jeunes écrevisses sont nées dans l'élevage entre 2008 et 2011, ce qui a permis de réinsérer 300 juvéniles dans un ruisseau d'où l'espèce avait disparu. Un « comité Environnement » dédié aux impacts de l'autoroute fait se rencontrer périodiquement les ONG environnementales locales et les ingénieurs de l'ASF.
Un écoduc dit « chiroptéroduc » a été créé pour les chauve-souris dans le cadre des mesures conservatoires mises en œuvre durant la construction de l'autoroute A65 Langon-Pau.

## Historique
En 1994, une décision ministérielle permet d'engager une première étude.
- 20 janvier 1995 : lancement de la consultation sur les variantes de bandes de 1 000 m.
- 29 mars 1996 : décision ministérielle sur le choix de la bande de 1 000 mètres[16].
- 1997 à 2001 : différentes études techniques et rencontres avec les partenaires pour arrêter le choix des partis d'aménagement dans le cadre des études d'Avant-Projet-Sommaire (APS).
- mai à juin 2001 : consultation des principales collectivités territoriales, chambres consulaires et associations représentatives pour la comparaison des différentes bandes de 300 mètres.
- 7 janvier 2002 : décision ministérielle sur le choix de la bande de 300 mètres[17].
- 18 juin 2003 : lancement de l'appel de candidatures pour la mise en concession. Dans un premier temps, les candidats ont été invités à formuler pour le 10 janvier 2005 un diagnostic sur les scénarios envisagés (tracé neuf ou avec aménagement de portions existantes) et à présenter éventuellement des variantes.
- 30 juillet 2004 : consultation des candidats concessionnaires.
- 18 décembre 2006 :
  - déclaration d'utilité publique (DUP) par décret[18].
  - signature du contrat de concession passé entre l'État et la société A’LIENOR pour la conception, la construction, l'entretien, l'exploitation et la maintenance. Cette concession s'applique sur la totalité de l'itinéraire en tracé neuf.
  - approbation de la convention de concession par décret 2006-1619[19].
- 2008 : acquisitions foncières et début des travaux pour une durée de 30 mois environ.
- 16 décembre 2010 à 10 heures : mise en service de l'autoroute.

## Sorties
Section concédée à A'lienor et payante.
- Échangeur entre A62 et A65 : Bordeaux, Libourne, Agen, Toulouse
  -   Limitation à 130 km/h.
- 1 Bazas à 11 km : Bazas, Villandraut +  Aire de repos de Bazas (dans les deux sens)
- 2 Captieux à 29 km : Casteljaloux, Captieux +  Aire de service de Cœur d'Aquitaine (dans les deux sens)

Passage du département de la Gironde à celui des Landes.
- 3 Roquefort (RD 626) à 58 km : Roquefort, Labrit, Parc des Landes de Gascogne +  Aire de repos de la Porte d'Armagnac (dans les deux sens)
- 4 Mont-de-Marsan (RD 933) à 70 km : Barbotan-les-Thermes, Villeneuve-sur-Lot, Mont-de-Marsan, Dax, Bayonne +  Aire de repos du Marsan (dans les deux sens)

(en projet)  5 Mont-de-Marsan : Mont-de-Marsan, Auch, Villeneuve-de-Marsan, Nogaro, Grenade-sur-l'Adour
- 6 Aire-sur-l'Adour - nord (RD 824) à 98 km : Aire-sur-l'Adour, Marciac, Nogaro, Mont-de-Marsan, Tarbes, Auch, Agen, Bordeaux +  Aire de service de l'Adour (dans les deux sens)
- 7 Aire-sur-l'Adour - sud (RD 834) à 104 km : Aire-sur-l'Adour, Hagetmau, Pau (demi-échangeur ; de et vers Bordeaux).

Passage du département des Landes à celui des Pyrénées-Atlantiques.
- 8 Garlin à 116 km : Garlin, Geaune
- 9 Thèze (RD 834) à 128 km : Morlaàs, Thèze +  Aire de repos du Béarn Vert et Or (dans les deux sens)
  -   Descente à 5,5% et limitation à 110 km/h à partir du km 134
  -  Limitation à 130 km/h.

(en projet)  10 Aéroport Pau-Pyrénées :  Aéroport Pau-Pyrénées
- Limitation à 110 km/h.
  -  Limitation à 90 km/h.
  -  Rétrécissement à 2 × 1 voies
- Échangeur entre A64 et A65 à 150 km : Bayonne, Dax, Saint-Sébastien, Pau, Tarbes, Lourdes, Saragosse, Toulouse

## Temps de parcours
D'après le moteur de recherche d'itinéraires de Google :
Langon - Mont-de-Marsan
- 1 h 3 min avec l'A65
- 1 h 17 min sans l'A65

soit un gain de 14 minutes pour un péage de 9,00 €.
Pau - Langon
- 1 h 45 min avec l'A65
- 2 h 45 min sans l'A65

soit un gain de 60 minutes moyennant un péage de 23,20 € et 14 km supplémentaires.
Pau - Mont-de-Marsan
- 1 h 19 min avec l'A65
- 1 h 24 min sans l'A65

soit un gain de 5 minutes pour un péage de 9,90 €.

## Trafic
En 2012, deux ans après son ouverture, l'A65 connaît une faible fréquentation relative : 5 700 véhicules par jour au lieu des 7 660 véhicules attendus.
En 2013, les associations écologistes SEPANSO Aquitaine, ARLP, et LEA effectuent un comptage pendant 24 heures du trafic de l’autoroute A65. Elles comptabilisent 5 436 véhicules en moyenne par jour. Elles déclarent que les prévisions données pour justifier l'autoroute étaient de 10 397 véhicules par jour, soit presque deux fois plus que les chiffres effectifs. En 2014, les associations refont le même comptage et arrivent à un résultat de 5 242 véhicules par jour, en baisse par rapport à l'année précédente, et ce alors que les poids lourds ne peuvent plus emprunter la route départementale.
En avril 2014, Olivier de Guinaumont, président d'A'liénor, société concessionnaire de l'A65, donne des chiffres de fréquentation sensiblement différents. Il déclare : « Globalement, le trafic a augmenté de 6 % par rapport à 2012, [...] faisant suite à une augmentation de 4,2 % en 2012 par rapport à 2011. […] Il y a encore une  différence de 20 % entre les prévisions et la réalité des chiffres. […] »

## Sécurité
En 2006-1014, l'autoroute A65 compte 91 accidents corporels par milliard de véhicules kilomètres parcourus, résultant en 3 tués par milliard de véhicules kilomètres parcourus. Elle est donc plus accidentogènes que le réseau autoroutier français.
En 2006-1014, l'apparition de l'autoroute a eu l'effet inverse sur les routes départementales parallèles: l'accidentalité corporelle a légèrement augmenté et la mortalité est passée de 13,5 à 21,9 par milliard de kilomètres parcourus. Dans l'ensemble, le trafic autoroutier étant supérieur aux trafic départemental, l'accidentalité corporelle a augmenté (86,6) mais la mortalité a baissé (10,5).

## Images de l'autoroute

### Images le 19 décembre 2010, en service

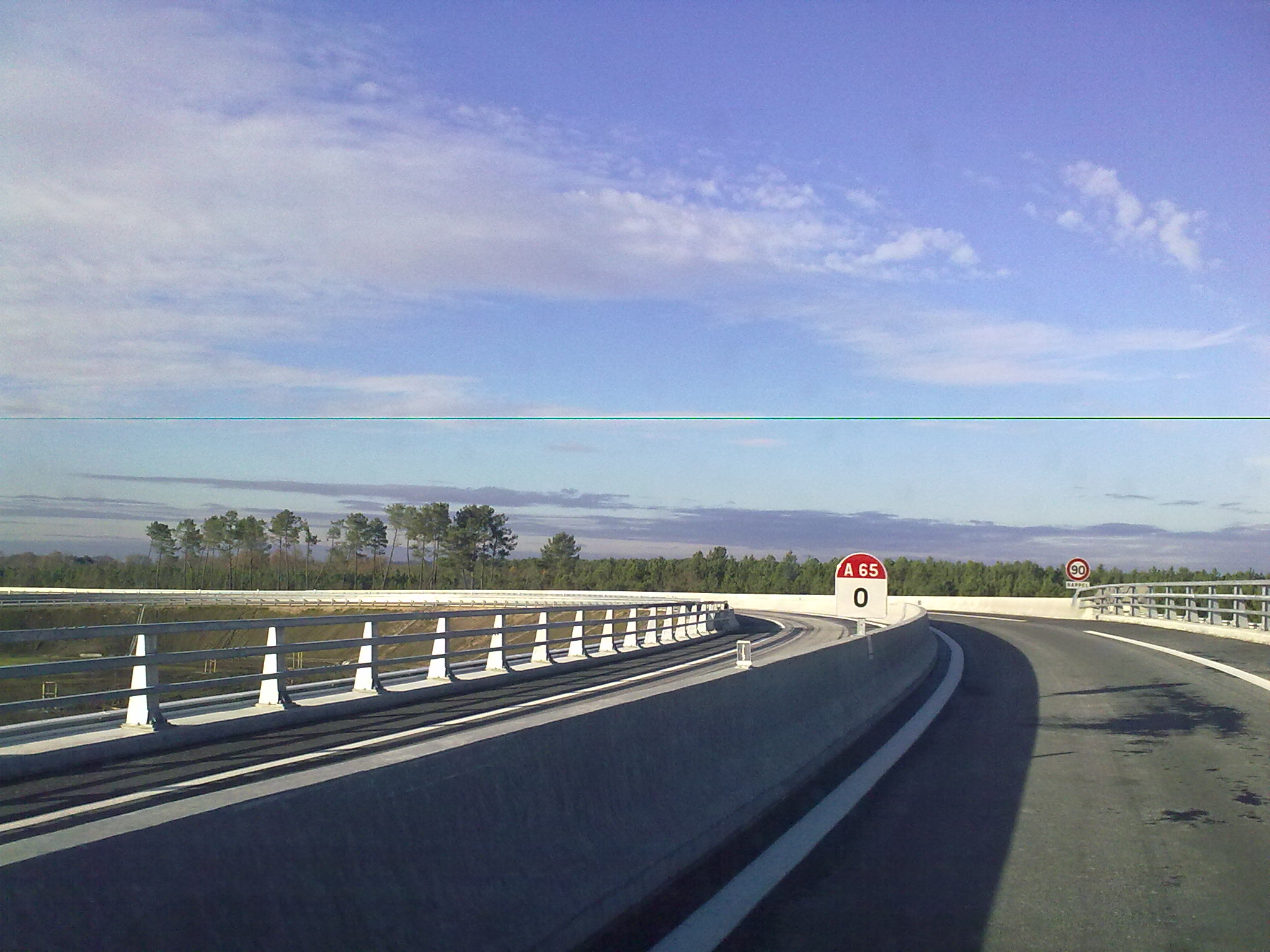
Kilomètre 0.
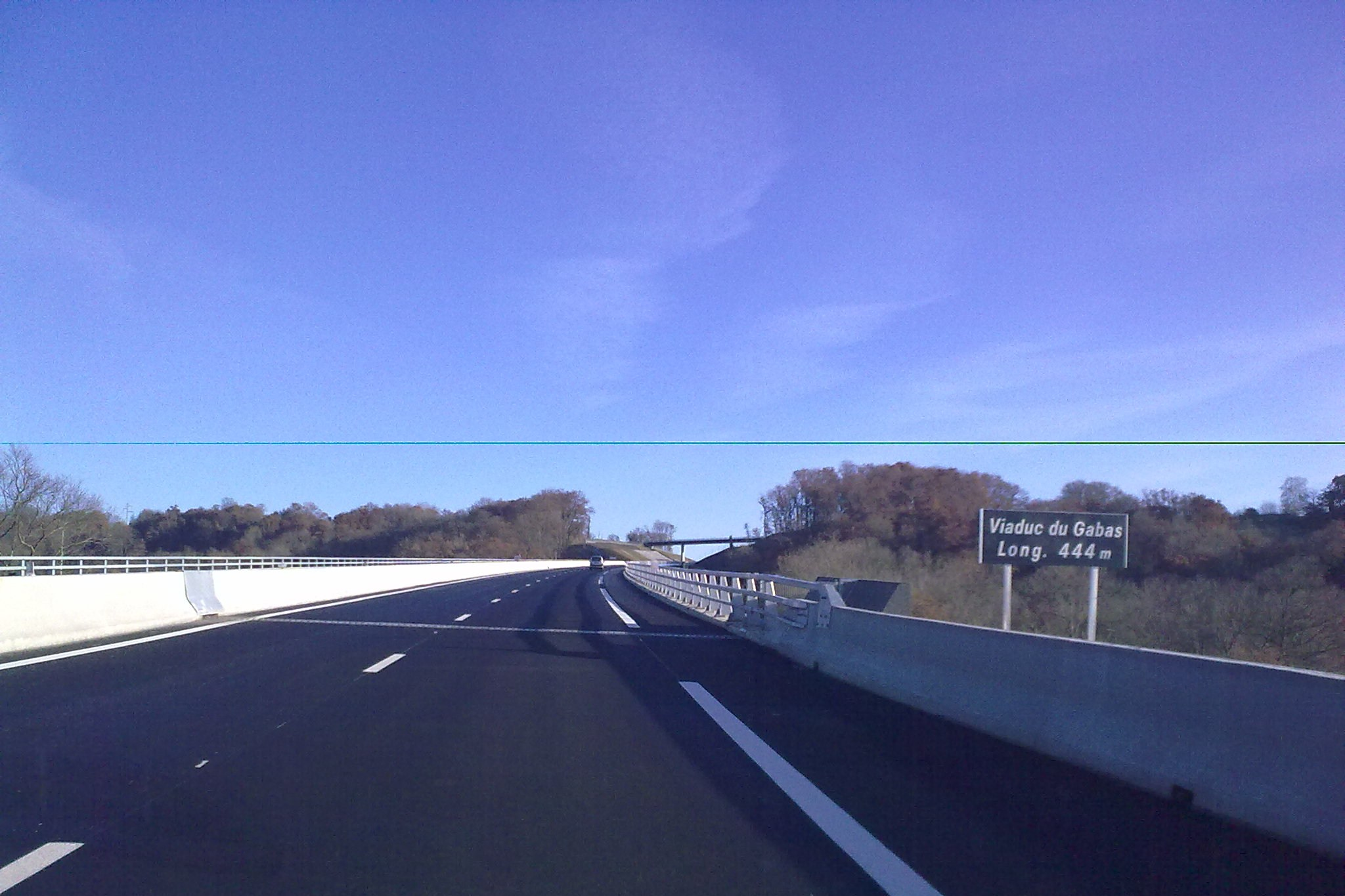
Viaduc du Gabas : le plus long de l'autoroute (444 m).
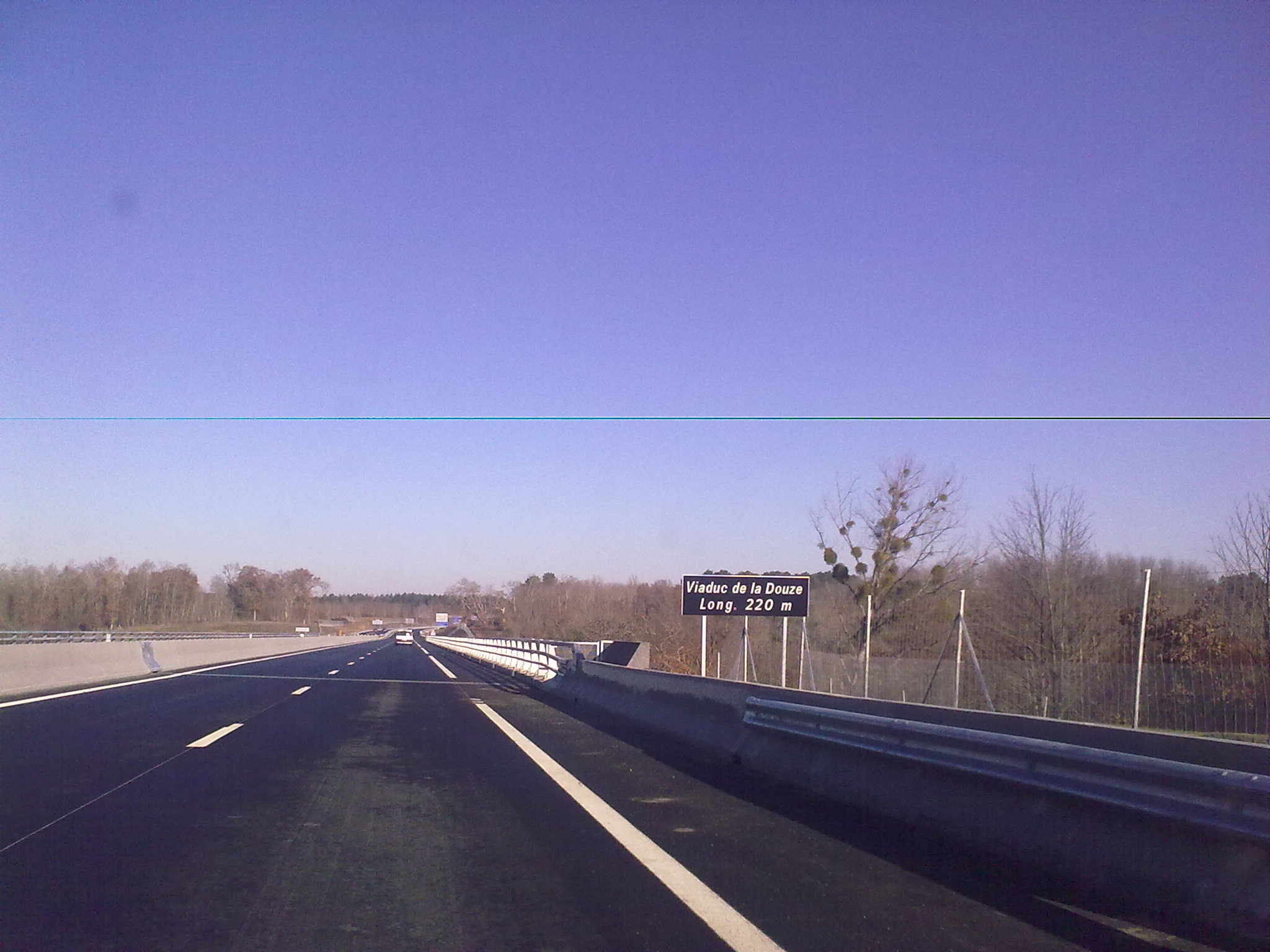
Viaduc de la Douze, autre viaduc majeur de l'A65.
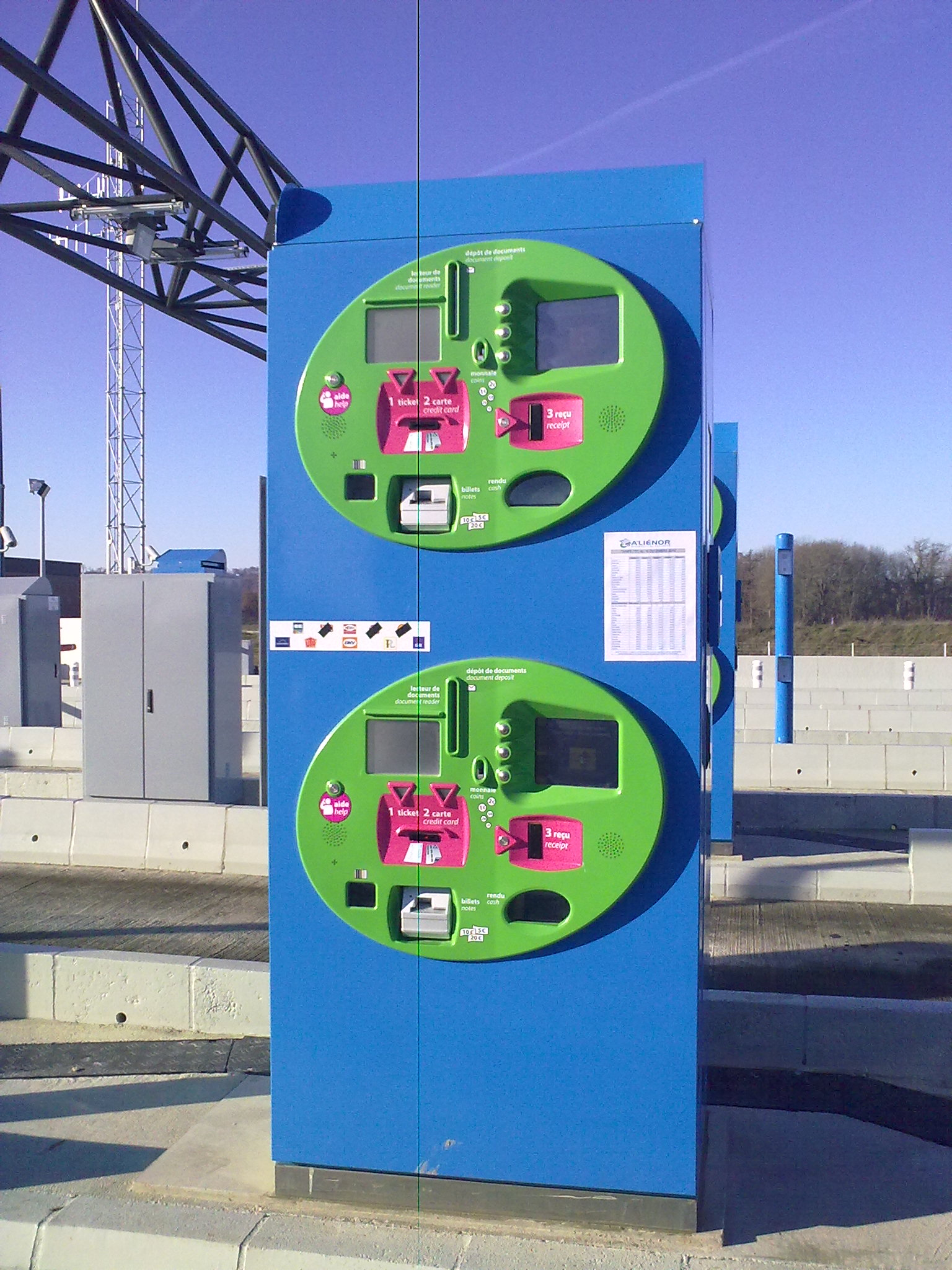
Borne de paiement automatique à Aire-sur-l'Adour (Sortie  6).
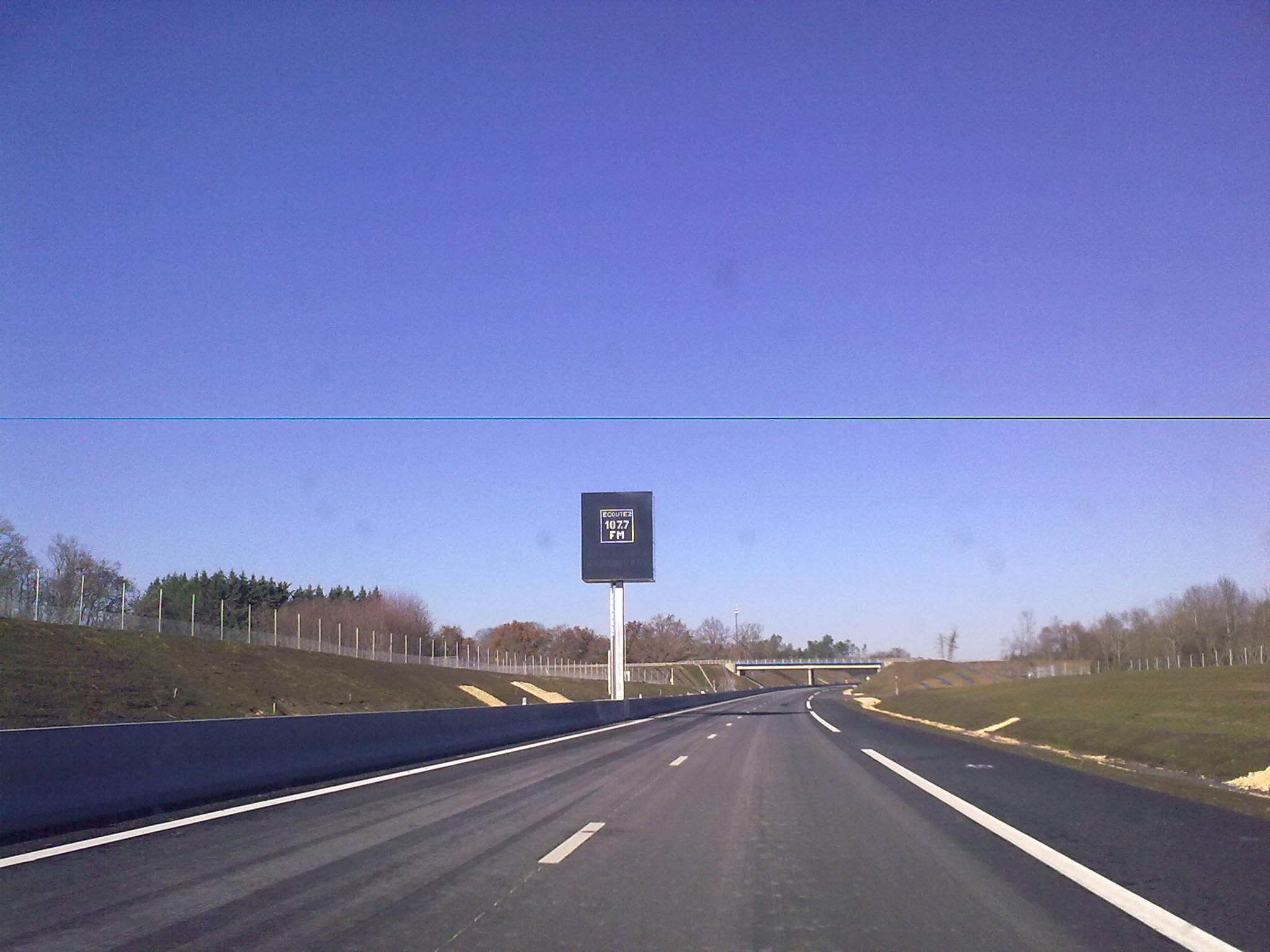
Panneau à messages variables de l'A65.
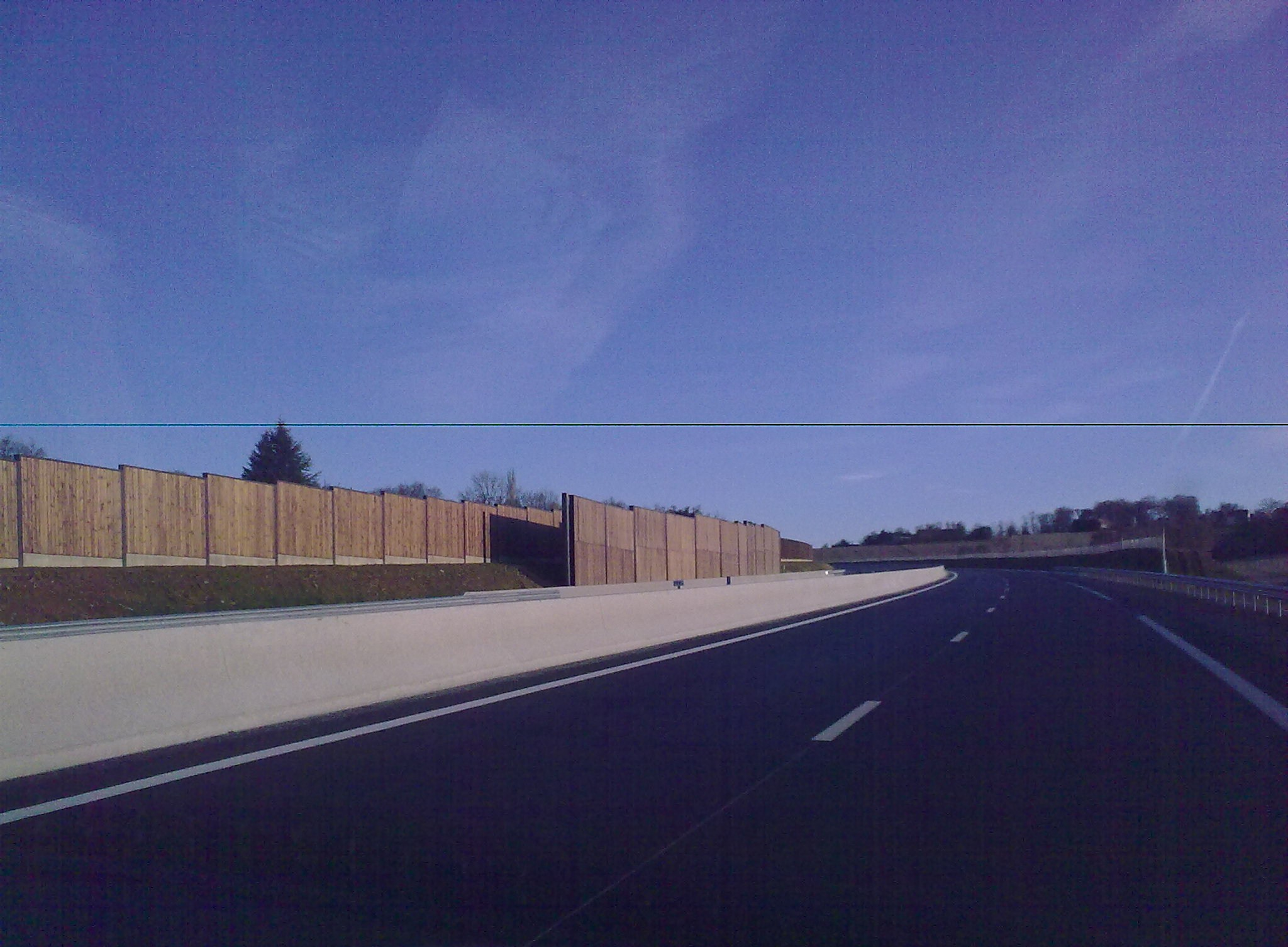
Mur anti-bruit.
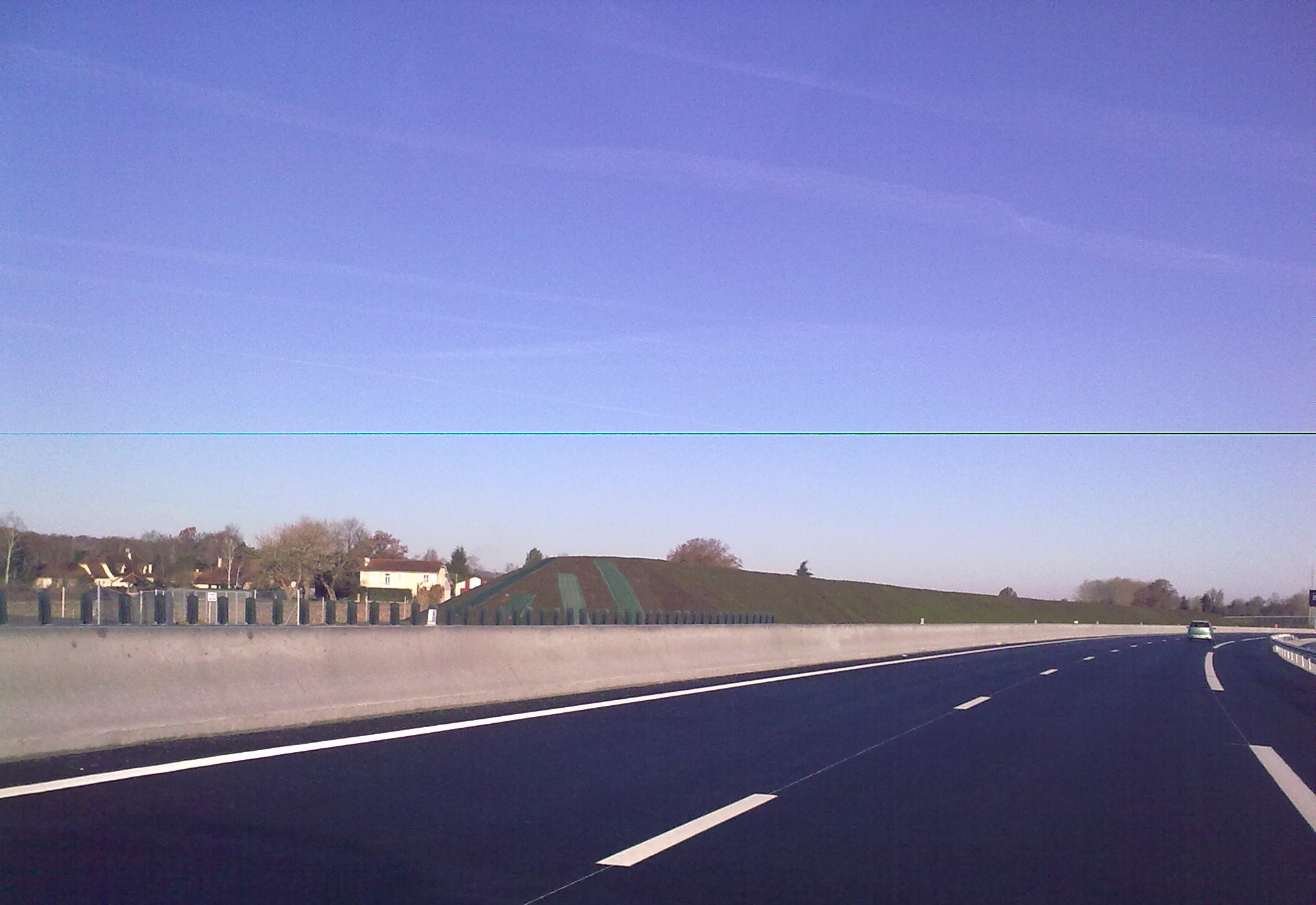
Monticule de terre anti-bruit.
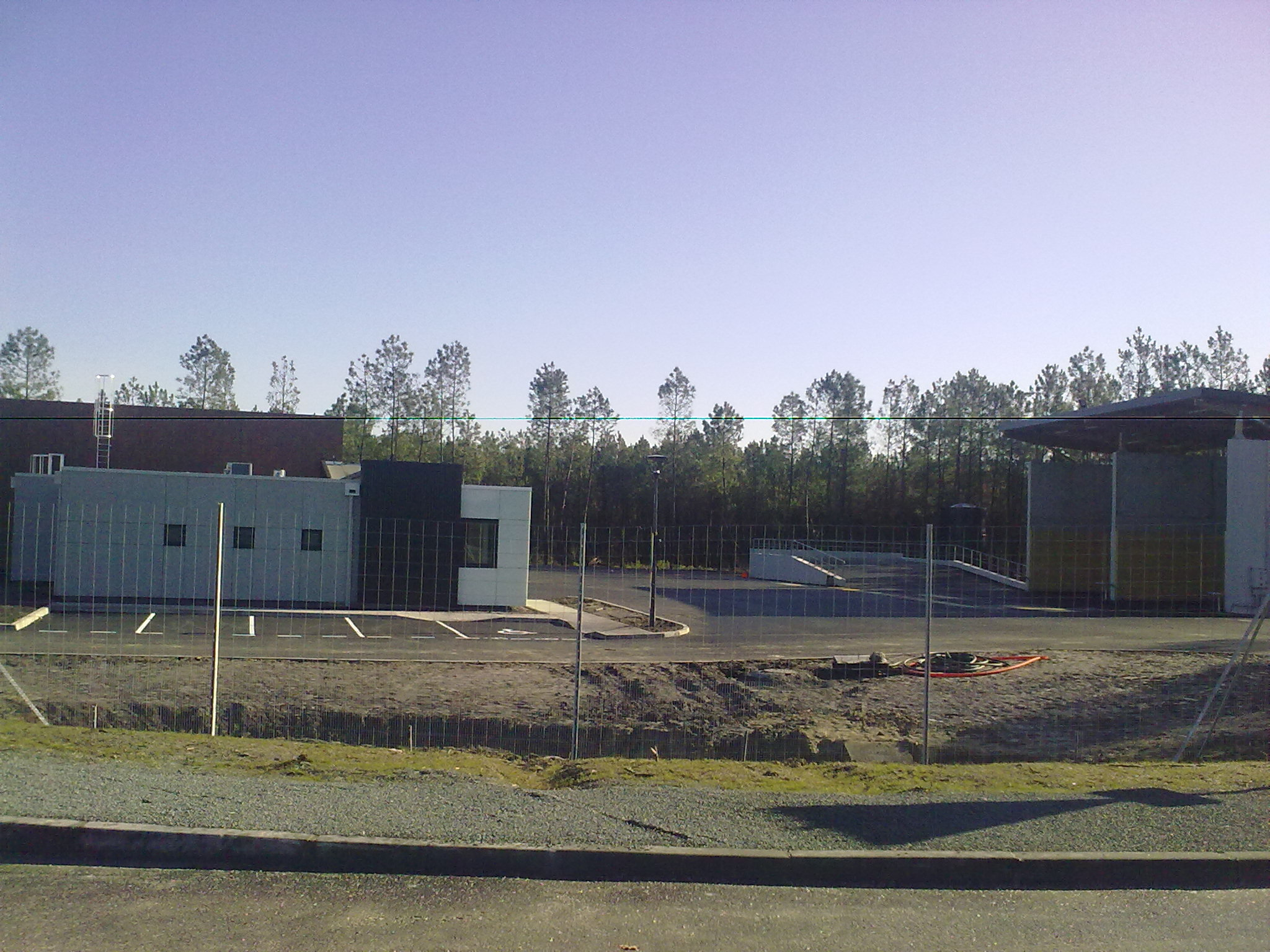
Un des deux points d'appui.

## Projet
Il était prévu de prolonger l'A65 vers Oloron-Sainte-Marie (projet A650 à l'horizon 2020). Le projet a été annulé pour cause environnementale.
L'autoroute aurait sans doute été prolongée en vallée d'Aspe en direction du tunnel routier du Somport et la frontière espagnole, pour rejoindre l'autoroute A-23 et la ville de Saragosse. Les travaux côté espagnol se poursuivent toujours.
Le diffuseur d'Uzein (sortie 10) sera réalisé avant 2030, et le diffuseur des Arbouts (sortie 5) sera réalisé avant la fin de la concession (soit avant 2061).